# Majorat

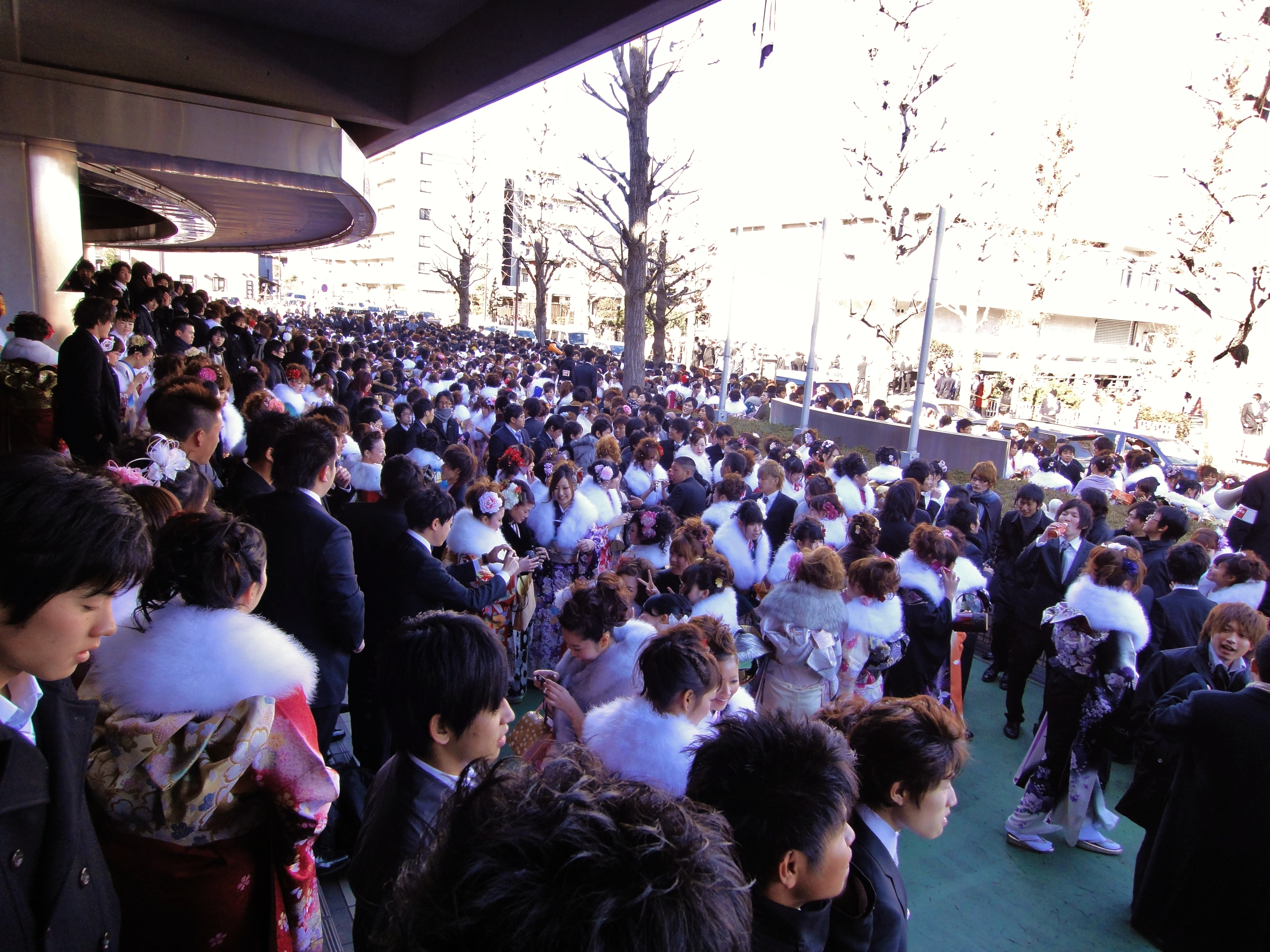
Ceremonie de Ziua Majoratului în Japonia

Majoratul este reprezentat de momentul atingerii acestei vârste și de trecerea din faza de adolescent în faza de adult. Acesta diferă în funcție de legile țării în care își are domiciliul cetățeanul. De multe ori, persoana în cauză sărbătorește aceasta printr-o petrecere de majorat. În România o persoană este considerată ca fiind majoră dacă a împlinit vârsta de 18 ani.

## Vârsta majoratului legal

### Până la 16 ani
- Arabia Saudită semnele fizice ale pubertății, limita maximă fiind vârsta de 15 ani[1]
- Iran 9 ani lunari fetele, 15 ani lunari băieții[2]

### 16 ani
- Suedia
- Finlanda
- Danemarca
- Cuba[3][4]
- Kîrgîstan[5]
- Regatul Unit
  - Scoția
- Turkmenistan
- Uzbekistan[6]

### 17 ani
- Coreea de Nord
- Malta
- Tadjikistan

### 18 ani
Vârsta majoratului civil în majoritatea țărilor lumii, între care și în majoritatea țărilor europene este de 18 ani.
- Albania
- Afganistan
- Andorra[7]
- Angola
- Arabia Saudită
- Argentina[8][9]
- Armenia[10]
- Australia[11]
- Austria[12]
- Azerbaidjan[13]
- Bahamas[14]
- Barbados[15]
- Belarus[16]
- Belgia
- Bolivia
- Bosnia și Herțegovina[17]
- Brazilia (chiar dacă se poate vota de la vârsta de 16 ani)
- Brunei
- Bulgaria
- Burundi
- Butan
- Cambodgia
- Canada
  - Alberta
  - Insula Prințului Edward
  - Manitoba
  - Ontario
  - Quebec
  - Saskatchewan
- Cehia
- Chile
- Republica Populară Chineză
- Columbia
- Coasta de Fildeș
- Costa Rica
- Croația
- Dominica
- Ecuador (chiar dacă se poate vota de la vârsta de 16 ani)
- El Salvador[18]
- Filipine
- Fiji
- Franța
- Gabon
- Germania
- Ghana
- Guatemala
- Guineea
- Guyana
- Haiti
- Islanda
- Indonezia ()
- Israel
- Italia
- Jamaica
- Kenya
- Laos
- Liban
- Liechtenstein
- Macao
- Macedonia de Nord
- Malaezia
- Mauritius
- Mauritania
- Mexic
- Moldova
- Monaco
- Muntenegru
- Nepal
- Nicaragua
- Norvegia
- Noua Zeelandă
- Oman
- Panama
- Paraguay
- Peru
- Portugalia
- Qatar
- Regatul Unit
  - Țara Galilor
  - Gibraltar
  - Guernsey
  - Anglia
  - Irlanda de Nord
  - Jersey
  - Insula Man (barbati)
- Republica Dominicană
- Ruanda
- România
- Rusia[19]
- Saint Kitts și Nevis
- Senegal
- Serbia
- Seychelles
- Spania
- Africa de Sud
- Sudan
- Elveția
- Siria
- Tanzania
- Trinidad și Tobago
- Tunisia
- Turcia
- Țările de Jos
- Ucraina
- Ungaria
- Uruguay
- Venezuela
- Vietnam
- Yemen
- Djibuti[20]
- Zimbabwe

### 19 ani
- Canada
  - Columbia Britanică
  - Noua Scoție
  - New Brunswick
  - Nunavut
  - Newfoundland și Labrador
  - Teritoriile de Nordvest
  - Yukon

### 20 ani
- Coreea de Sud
- Taiwan
- Thailanda
- Japonia

### 21 ani
- Bahrein[21]
- Camerun
- Ciad
- Egipt
- Statele Unite (In toate statele federale americane vârsta majoratului legal este de 21 de ani)
- Honduras
- Irlanda
- Lesotho
- Madagascar[22]
- Namibia
- Nicaragua
- Pakistan
- Puerto Rico
- Singapore
- Swaziland